# Peripatoides
Genre
Peripatoides est un genre de vers de velours de la famille des Peripatopsidés.
Ces animaux sont des chasseurs nocturnes qui crachent de la colle pour piéger leurs proies. En Nouvelle-Zélande, les espèces de Peripatoides ont 14, 15 ou 16 paires de pattes. Ce genre est à fécondation interne. Le sperme atteint les œufs par transfert dermo-hémocélique : les spermatozoïdes percent la peau de la femelle pour pénétrer dans son corps à n'importe quel endroit ; ils sont transportés jusqu'aux œufs par son hémolymphe. Les œufs éclosent à l'intérieur de la femelle, où les juvéniles commencent leur développement ; ils naissent par groupes de 4 à 6, semblables à des miniatures incolores des adultes.

## Liste d'espèces
Le genre contient les espèces suivantes :
- Peripatoides indigo (en) Ruhberg, 1985
- Peripatoides kawekaensis (en) Trewick, 1998
- Peripatoides suteri (en) Dendy, 1894

Le taxon ovovivipare de Nouvelle-Zélande Peripatoides novaezealandiae (en) (Hutton 1876) a été décrit en 1988 comme un complexe d'espèces d'au moins cinq taxons, tous à 15 paires de pattes, mais isolés sur le plan de la reproduction. Ces nouvelles espèces (Peripatoides aurorbis, Peripatoides kawekaensis (en), Peripatoides morgani et Peripatoides sympatrica Trewick, 1998) ne se distinguent par aucun caractère morphologique, bien qu'elles soient génétiquement différenciées,. Peripatoides novaezealandiae (Hutton, 1876), et les espèces cryptiques ont été considérées comme nomina dubia par Oliveira et al., 2012, car des types locaux ont été identifiés et non des spécimens holotypes pour P. novaezealandiae. Cependant, le matériel type des espèces cryptiques est conservé au musée Te Papa Tongarewa, par ex. Il existe un débat pour savoir si un nom d'espèce doit être reconnu si aucun spécimen complet n'est conservé dans un musée,.
En 2014, le ministère néo-zélandais de la conservation a également reconnu :
- Peripatoides novaezealandiae (Hutton, 1876)
- Peripatoides aurorbis Trewick, 1998
- Peripatoides morgani Trewick, 1998
- Peripatoides sympatrica Trewick, 1998

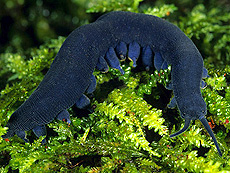
Peripatoides indigo (en).
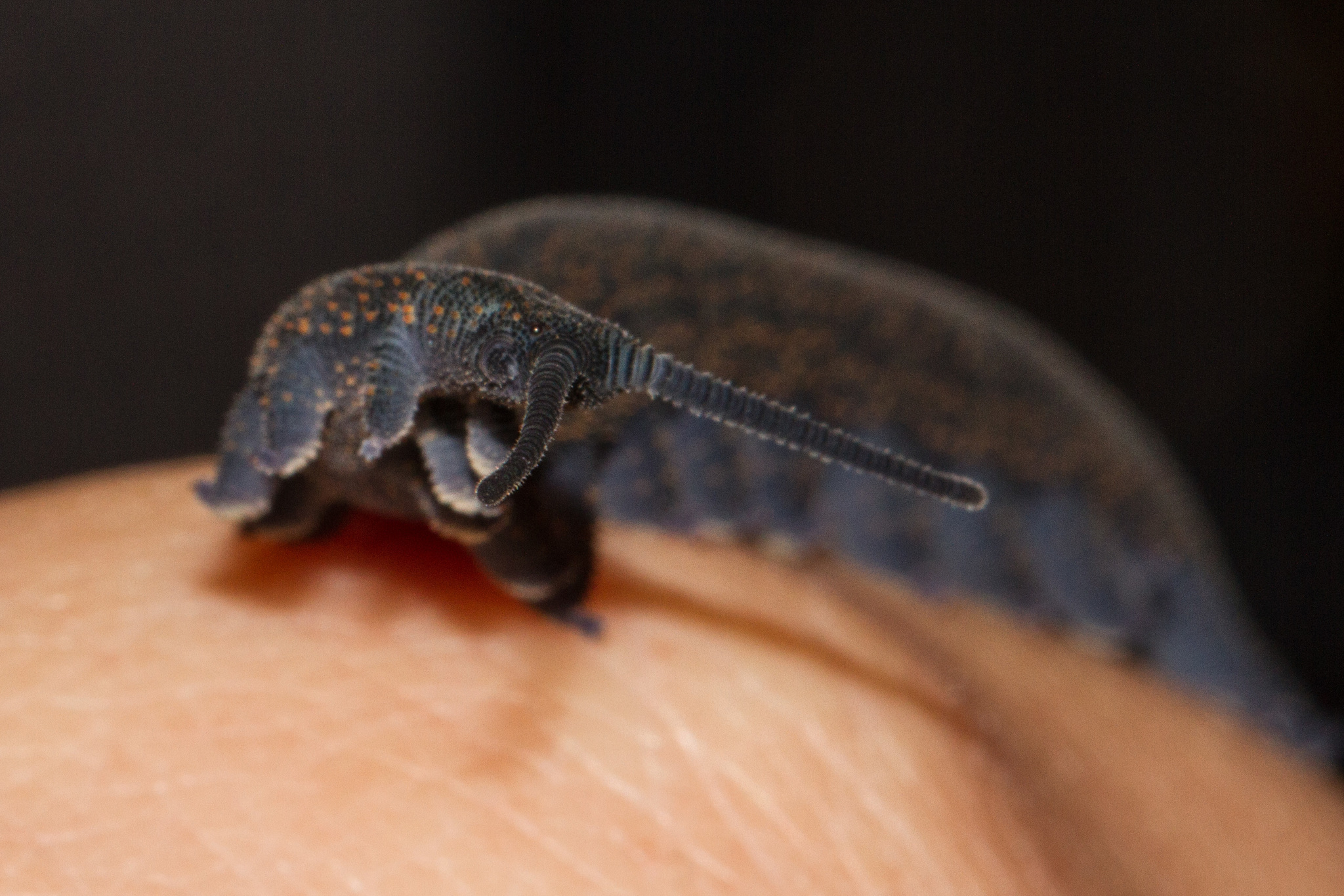
Tête de Peripatoides novaezealandiae (en).
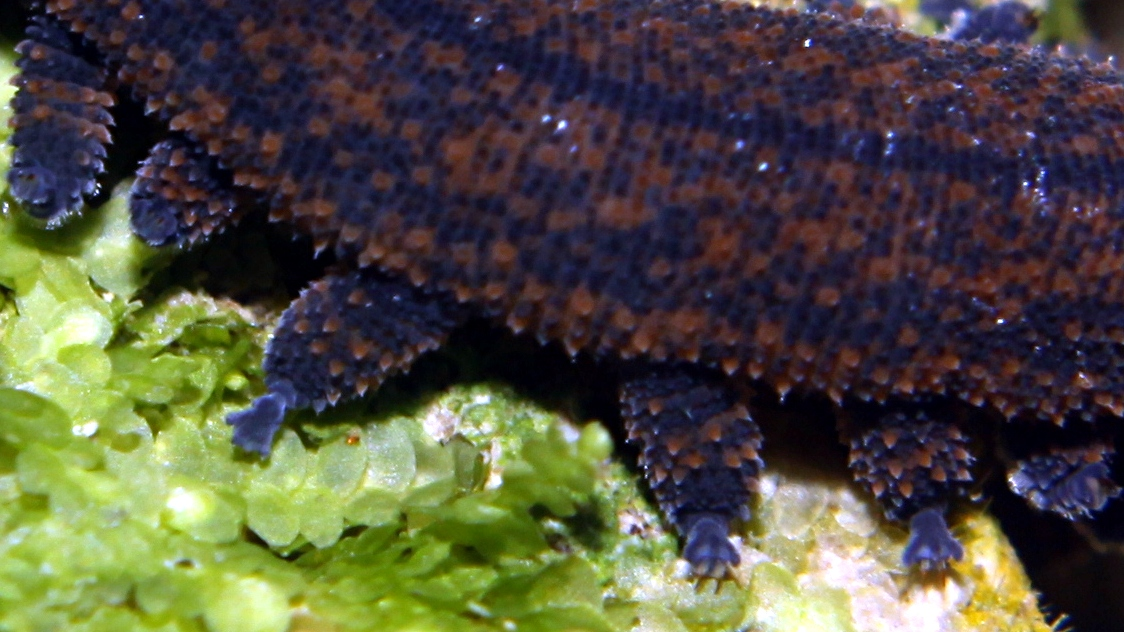
Détail des pattes d'un Peripatoides.